# Рогозянська волость
Рогозянська волость — адміністративно-територіальна одиниця Харківського повіту Харківської губернії.

Найбільші поселення волості станом на 1914 рік:
- село Рогозянка — 3720 мешканців.
- село Пан Іванівка — 1370 мешканців.

Старшиної волості був Кравченко Яків Гаврилович, волосним писарем — Кабанов Андрій Іванович, головою волосного суду — Костенко Олексій Федорович.